# 864

## Události
- Bulharský chán Boris I. přijal křesťanství.

## Hlavy států
- Velkomoravská říše – Rostislav
- Papež – Mikuláš I. Veliký
- Anglie
  - Wessex – Kent – Ethelbert
  - Mercie – Burgred
- Skotské království – Konstantin I.
- Východofranská říše – Ludvík II. Němec
- Západofranská říše – Karel II. Holý
- Bulharsko – chán Boris I.
- Byzantská říše – Michael III.
- Kyjevská Rus – Askold a Dir
- Svatá říše římská – Ludvík II. Němec